# TOS-2
Die TOS-2 (Tosotschka, russisch тяжёлая огнемётная система (ТОС-2 «Тосочка»), Transkription tjaschjolaja ognemjotnaja sistema (TOS-2)) ist ein russischer Mehrfachraketenwerfer, der thermobare Sprengköpfe verwenden kann und auf einem 3-achsigen LKW-Fahrgestell montiert ist. TOS-2 wurde entwickelt, um feindliche befestigte Stellungen sowie leicht gepanzerte Fahrzeuge und Transporter, insbesondere in offenem Gelände, zu bekämpfen.

## Geschichte

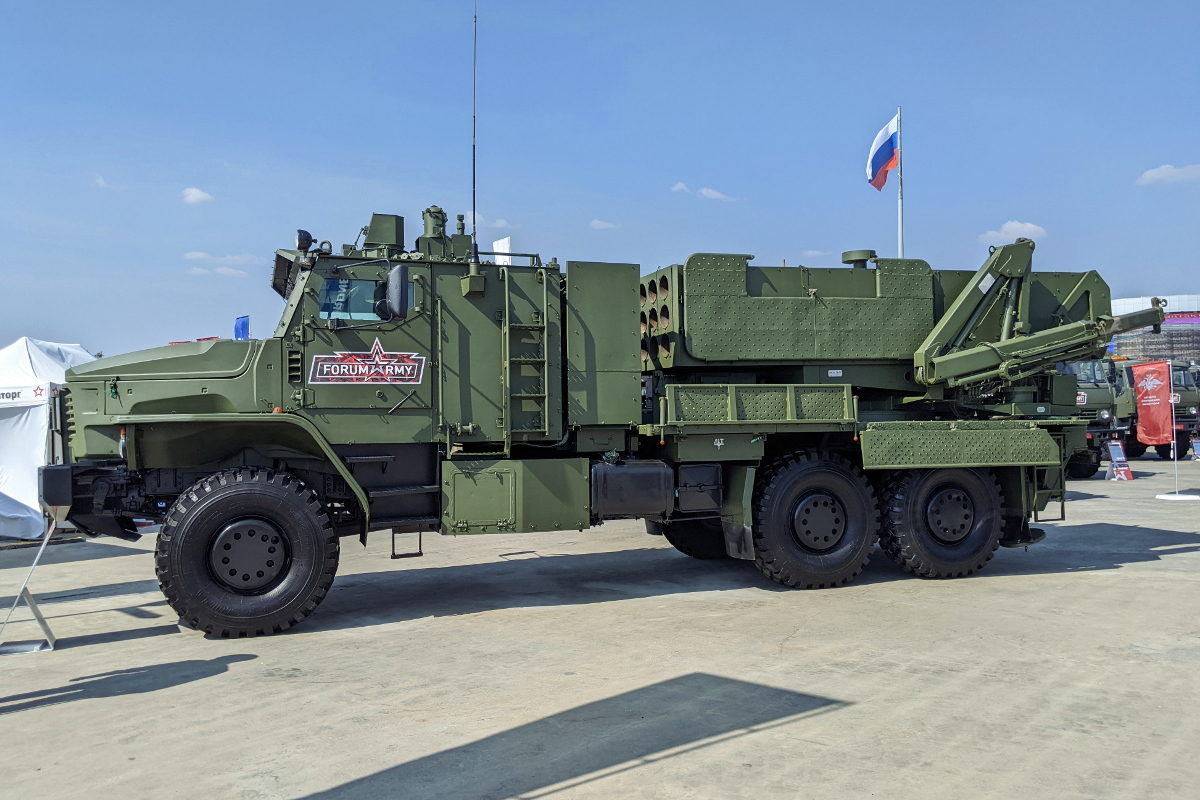
Vollständige Seitenansicht des TOS-2

Am 12. Januar 2018 wurde bekannt gegeben, dass NPO Splav für Vortests an einem Prototyp eines TOS-1-Systems der nächsten Generation arbeitet. Das System mit verbesserten taktischen und technischen Eigenschaften wird auf einem Fahrgestell mit Rädern hergestellt.
Das neue TOS-2-System (Tosotschka) wurde erstmals während der Moskauer Siegesparade 2020 vorgestellt und während der Kawkas-2020-Übungen im September 2020 weiter präsentiert. Es ist mit einer leistungsstärkeren TBS-M3-Rakete und einem eigenen Kran ausgestattet. Es hat außerdem eine erhöhte Reichweite und ist vor Präzisionswaffen geschützt. Das System verwendet das 6x6-Geländefahrzeug Ural-63706-0120 anstelle des Kettenpanzerfahrwerks des TOS-1A.
Der TOS-2 wurde am 6. Januar 2021 beim Zentralen Militärbezirk in Dienst gestellt.

## Kampfeinsätze
Ende Mai 2022 berichtete TASS, dass das System während der russischen Invasion in der Ukraine im Jahr 2022 in der Ukraine eingesetzt wurde. Im Oktober 2023 wurde das TOS-2-System in der Umgebung von Kreminna, Oblast Luhansk, gesichtet.

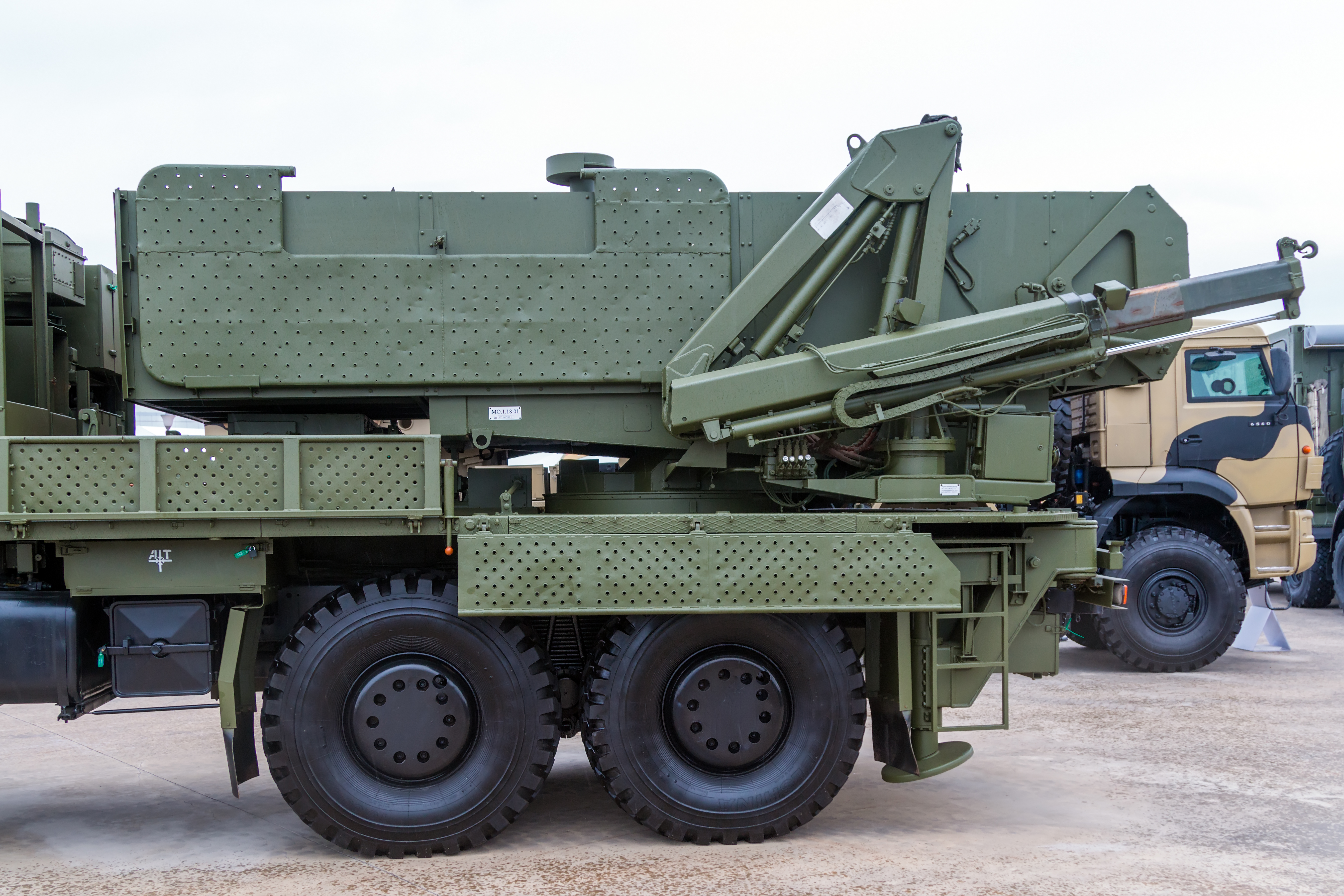
Seitenansicht des TOS-2 mit Nahaufnahme eines kleinen 3-Link-Krananbaugeräts

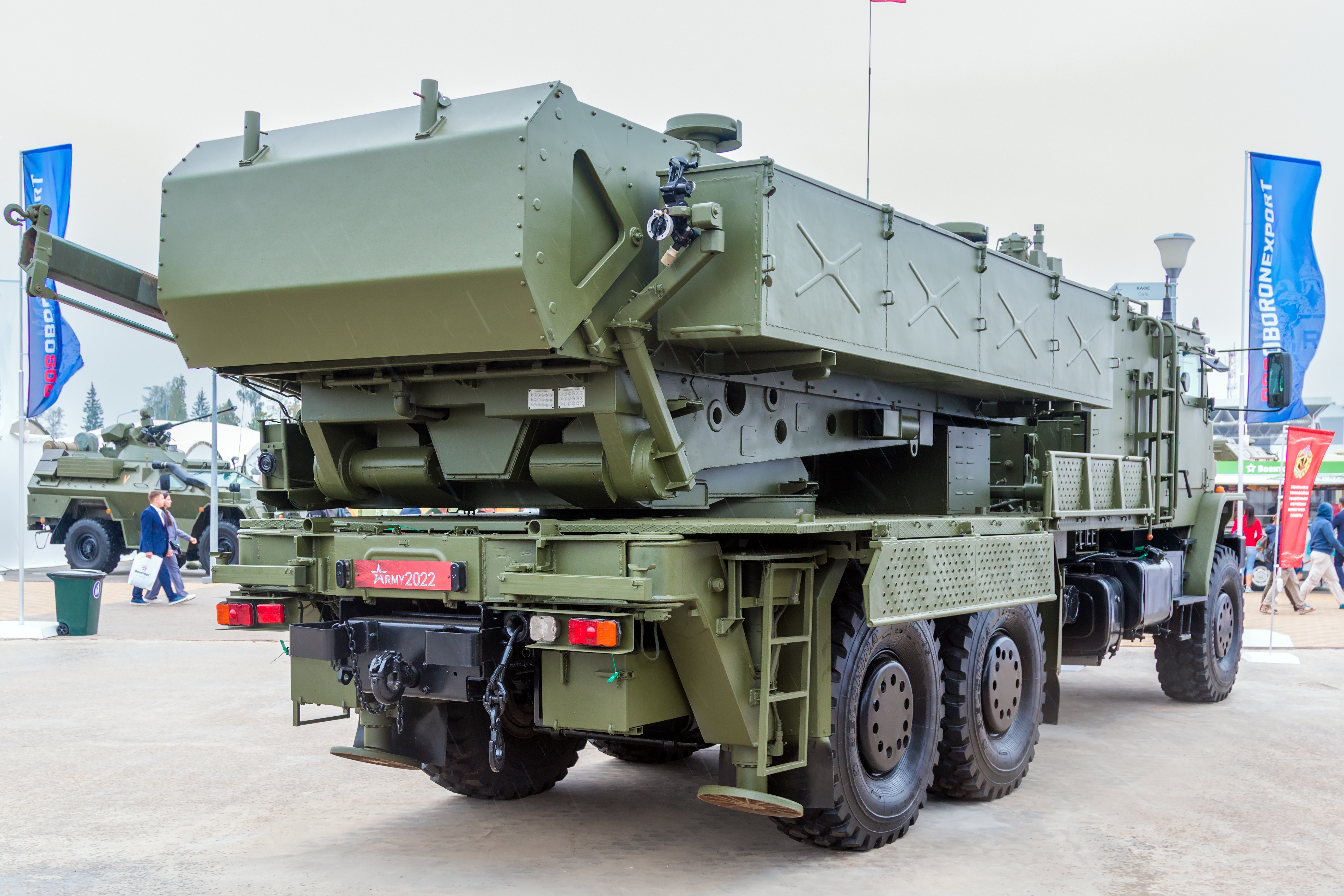
Rückansicht des TOS-2

 Eines der Systeme wurde im Februar 2025 nachweislich zerstört und ein weiters beschädigt.

## Raketen
- Die MO.1.01.04 (russisch неуправляемый реактивный снаряд, neuprawljajemy reaktiwny snarjad) ist 3,3 m lang und wiegt 173 kg.[9] Die ursprüngliche Rakete für die TOS-1A hatte eine Reichweite von nur 2700 m. Modernisierte Systeme mit aktivem Schutz, neuem Motor und neuen Trägerraketen sowie weiteren Verbesserungen wurden Anfang 2018 ausgeliefert.[10][11]

- Die MO.1.01.04M ist 3,7 m lang und wiegt 217 kg.[12] Diese Version erhöht die Reichweite auf 6000 m. Das System wurde 2016 modernisiert.[13]
- Die M0.1.01.04M2 wurde im März 2020 auf einen schwereren thermobarischen Sprengkopf und eine bessere Reichweite von 10 km aufgerüstet, um außerhalb der Reichweite moderner Panzerabwehrlenkwaffen operieren zu können.[14]

## Nutzerstaaten
Aktuelle Nutzer
- Russland